# Wisteria frutescens
Glycine d'Amérique
Espèce
Wisteria frutescens, la glycine d'Amérique, est une espèce de plantes à fleurs dicotylédones de la famille des Fabaceae (Légumineuses), sous-famille des Faboideae, originaire des États-Unis.

## Étymologie
Le nom générique, Wisteria, est un hommage à Caspar Wistar (1761-1818), médecin anatomiste américain de Philadelphie. Cependant pour certains auteurs, ce nom serait plus probablement un hommage à Charles J. Wister (1782–1865), botaniste et ami proche de Thomas Nuttall.
L'épithète spécifique, frutescens, est un terme latin signifiant « frutescent », plante aux branches lignifiées, ayant le port d'un arbuste ou arbrisseau.

## Description

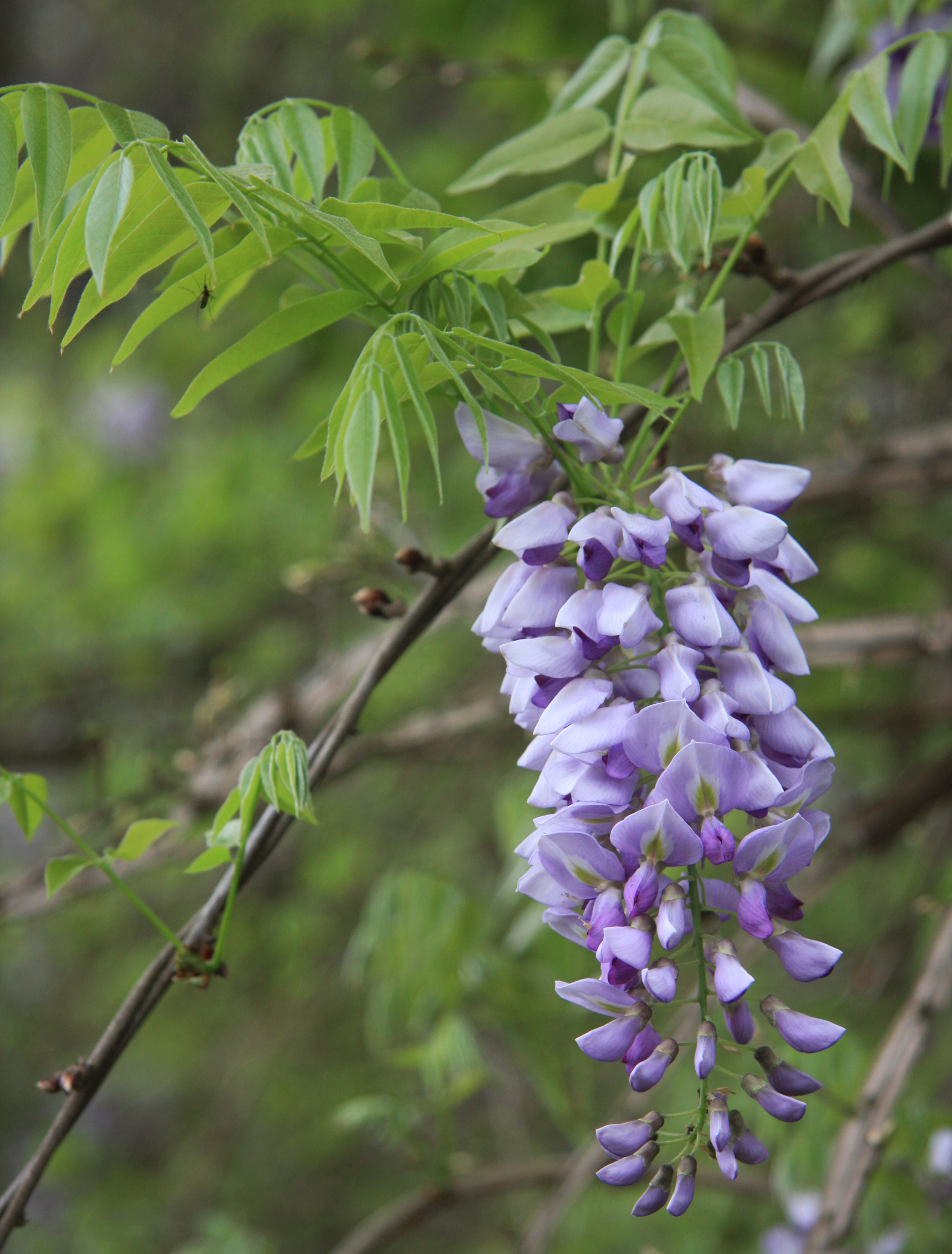
Feuilles et inflorescence.

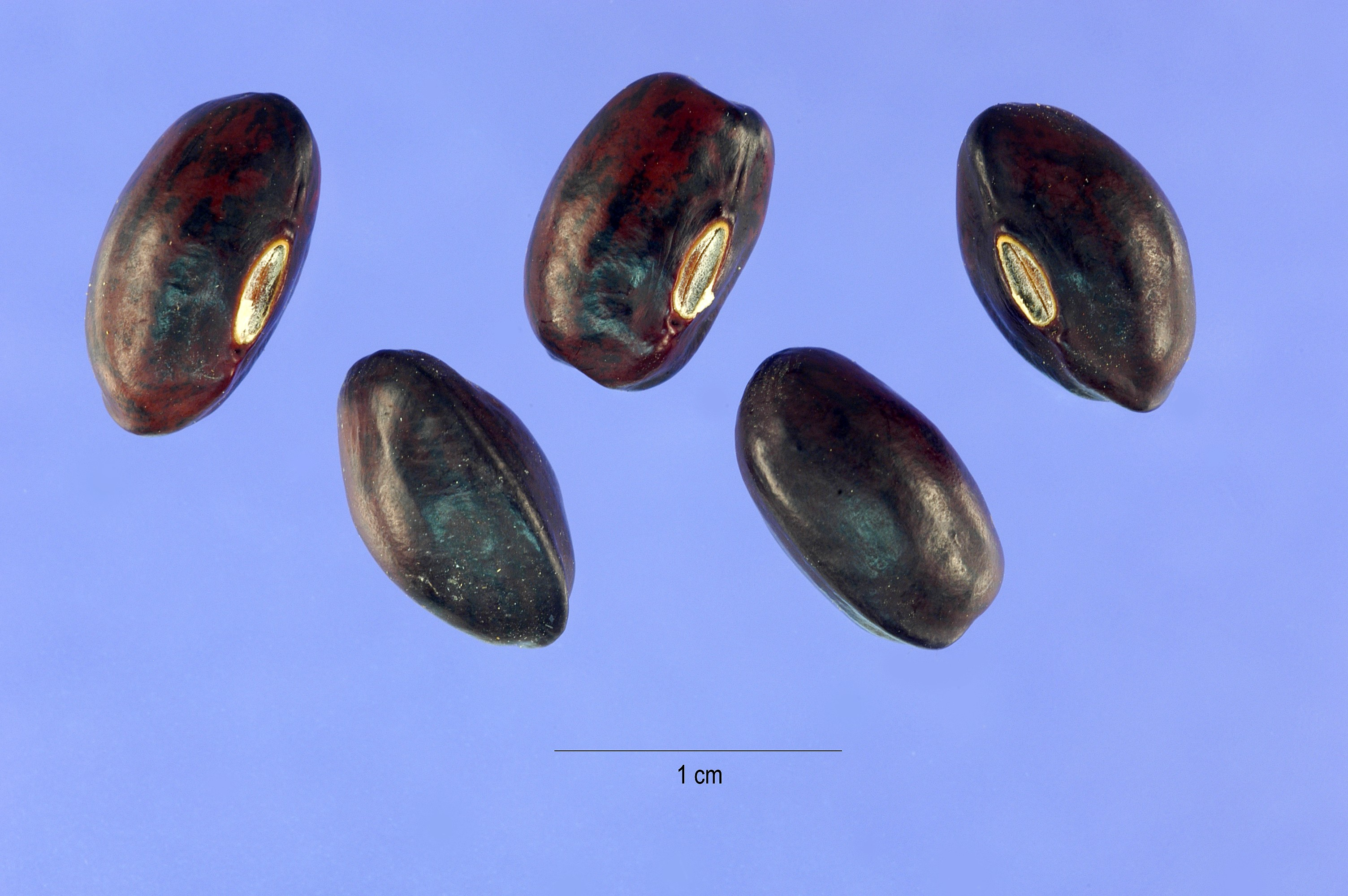
Graines.

Wisteria frutescens est une plante grimpante ligneuse à feuilles caduques, pubescente à l'état jeune, qui peut atteindre 10 mètres de long (entre 4,6 et 12,2 m selon divers rapports). C'est une liane volubile qui croit en s'enroulant autour du support dans le sens contraire des aiguilles d'une montre.  A l'âge adulte, l'écorce est grise et ornée de lenticelles arrondies.
Les feuilles, alternes, brillantes, de couleur vert foncé, munies à la base de minuscules stipules, et sont portées par un pétiole de 2 à 6 cm de long. Elles sont composées imparipennées, comptant 9-15 folioles, ovales-oblongues à ovales-lancéolées, disposées par paires opposées sur le rachis de la feuille, avec une foliole terminale. Chaque foliole mesure de 4 à 6 cm de long et est glabre à la face supérieure et faiblement pubescente à la face inférieure.
Les fleurs, de couleur  lilas ou pourpre bleuâtre et très parfumées, sont groupées en grandes grappes pendantes de 15 à 25 cm de long, qui apparaissent après les feuilles, contrairement aux espèces asiatiques de Wisteria les plus populaires. Elles n'apparaissent que sur du bois neuf. Chaque fleur, portée par un pédicelle de 4 à 10 mm de long, mesure environ 2,5 cm de long.
Le calice tubulaire, forme deux lèvres (bilabié) terminées par des lobes plus courts sur la lèvre supérieure. La corolle, à symétrie bilatérale,  est formée de pétales obovales, les deux pétales inférieurs formant des oreillettes près de la base de la fleur. Les dix étamines sont diadelphes (9 groupées et 1 isolée) et l'ovaire, glabre,  est stipité et entouré d'un collier glandulaire. Le stigmate forme une tête minuscule.
Le fruit est une gousse brune déhiscente, glabre, linéaire, aplatie, de 5 à 10 cm de long sur 12 mm de large, ressemblant à celle du haricot, qui  persiste jusqu'à l'hiver. Elle contient de nombreuses graines assez réniformes, brunes, de 6 à 12 mm de long,.

## Biologie
La glycine d'Amérique se reproduit par graines. La gousse déhiscente s'ouvre tard dans la saison et aucun agent de dispersion  spécifique n’a été identifié. La plante peut également se reproduire par multiplication végétative, par des racines adventives, par des coulants poussant sur le sol ou sous-terre.
Wisteria frutescens fleurit massivement au printemps et en début d'été, de fin mai à juillet selon la latitude, puis fleurit sporadiquement tout le reste de l'été.

Cette espèce est moins agressive que les espèces similaires de Wisteria asiatiques, qui peuvent se révéler envahissantes.

## Distribution et habitat

Aire de répartition originelle.

L'aire de répartition originelle de Wisteria frutescens s'étend dans la moitié Est des États-Unis, depuis la côte Atlantique (des États de New York et du Massachusetts au Nord jusqu'à la Floride au Sud), et vers l'Ouest jusqu'au Texas et à l'Oklahoma,.

L'espèce se rencontre dans son habitat naturel dans les bois frais ou humides, sur les berges des plans d'eau et des cours d'eau, dans les fourrés humides des hautes terres,.
C'est une espèce qui préfère les sols limoneux, humides et légèrement acides, mais elle peut également prospérer dans divers de types de sol dont le pH peut aller de 6,1 à 7,5.

## Taxinomie
Wisteria frutescens  a été initialement décrite par Linné sous le nom de Glycine frutescens et publiée en 1753 dans son Species plantarum 2: 753. 1753, puis a été reclassée dans le genre Wisteria par Jean-Louis Marie Poiret en 1823 et publiée dans Tableau encyclopédique et méthodique des trois règnes de la nature tome 3: 674.
Wisteria frutescens a d'abord été décrite comme la variante méridionale d'un complexe d'espèces, avec une répartition allant de la Virginie à l'Est jusqu'au Texas oriental vers l'Ouest. L'autre variante étant Wisteria macrostachya (Torr. & A. Gray) Nutt. ex B.L. Rob. & Fernald, la glycine du Kentucky, dont la répartition plus septentrionale s'étend du sud du Missouri et de l'Illinois jusqu'à l'est du Kentucky  vers le nord. Les deux variantes ont été réunies pour former une seule espèce, Wisteria frutescens, tandis que Wisteria macrostachya est désormais considérée comme une variété de la précédente.

### Synonymes
Selon The Plant List (2 mai 2019) :
- Bradlea macrostachya (Torr. & A.Gray) Small
- Glycine frutescens L. (basionyme)
- Kraunhia frutescens (L.) Greene[9]
- Kraunhia frutescens (L.) Kuntze
- Kraunhia macrostachya (Torr. & A.Gray) Small
- Wisteria frutescens var. macrostachya Torr. & A.Gray
- Wisteria macrostachya (Torr. & A.Gray) Robinson & Fer

### Liste des variétés
Selon Tropicos (2 mai 2019) (Attention liste brute contenant possiblement des synonymes) :
- Wisteria frutescens var. albo-lilacina Dippel
- Wisteria frutescens var. macrostachya Torr. & A. Gray
- Wisteria frutescens var. magnifica Herincq

## Utilisation

### Plante ornementale
La glycine d'Amérique est souvent cultivée comme plante ornementale et s'est probablement naturalisée dans de nombreux endroits. Au Texas, le cultivar 'Dam B' a des fleurs bleues groupées en grappes  et fleurit de fin mai à juin, et sporadiquement pendant le reste de l'été et l'automne. Un cultivar nommé 'Nivea' a des fleurs blanches.

#### Cultivars
Divers cultivars ont été sélectionnés pour leur qualité ornementale, dont :
- Wisteria ‘Betty Matthews’,
- Wisteria ‘Blue Moon’,

- Wisteria ‘Aunt Dee’.

### Plante alimentaire
Généralement considérées comme comestibles, les fleurs fraîches peuvent se consommer mélangées dans des salades vertes. On peut également les manger frites en beignets.
Toutefois le centre antipoison de l'État du Texas (Texas State Poison center) a signalé des cas de vomissements violents consécutifs à l'ingestion de fleurs de glycine.

## Toxicité
Wisteria frutescens, comme les autres espèces de Wisteria, contient dans toutes ses parties, mais plus particulièrement les graines, diverses substances toxiques, dont une lectine glycoprotéine, qui peut avoir des effets toxicologiques sévères. En effet cette lectine se lie avec la N-acétyl-D-galactosamine, empêchant le renouvellement des cellules de la muqueuse intestinale, en particulier de l'intestin grêle. Cela se traduit par des symptômes de vomissements, diarrhée, coliques, faiblesse générale, rougeur de la muqueuse intestinale. Le traitement consiste à administrer du charbon actif, des liquides, des électrolytes, des médicaments antidiarrhéiques.     